# Kazimierz Kord
Kazimierz Kord   (Pogórze, Silesian Voivodeship, 18 de novembre de 1930 - Ottersweier, 29 d'abril de 2021) va ser un director d'orquestra polonès. Entre 1949 i 1955, va estudiar piano al Conservatori de Sant Petersburg. També va estudiar a l'Acadèmia de Música de Cracòvia.
Va ocupar importants càrrecs de direcció a la Filharmònica de Varsòvia i a l'Orquestra Simfònica de la Ràdio del Sud-oest d'Alemanya. Els seus compromisos com a convidat operístic van incloure la primera representació en rus de La reina de piques de Txaikovski a la Metropolitan Opera (Met) la temporada 1972-1973, i Aida al Met i Eugene Onegin al Royal Opera House, Londres el 1976. Entre els seus enregistraments s'inclou la primera versió estèreo de Don Quichotte de Jules Massenet, amb Nicolai Ghiaurov al paper principal, Gabriel Bacquier com a Sancho Panza i Régine Crespin com a Dulcinée.
Va ser director convidat principal i assessor musical de la Pacific Symphony del comtat d'Orange, Califòrnia (EUA) durant la temporada 1989-1990.
El 2001 va rebre la Creu de Cavaller de l'Orde Polonia Restituta.